# Vitalie Eriomenco
Vitalie Eriomenco, född 2003, är en moldavisk brottare som tävlar i grekisk-romersk stil.

## Karriär
Vid EM 2025 i Bratislava tog Eriomenco brons i 63 kg-klassen efter att ha besegrat azeriske Murad Mämmädov i bronsmatchen.